# Norman Scott (Schiff)
Die USS Norman Scott (DD-690) war ein Zerstörer der US-Marine und gehörte zur Fletcher-Klasse. Sie nahm am Zweiten Weltkrieg teil. 1973 wurde sie zum Abbruch verkauft.

## Namensgeber
Rear Admiral Norman Scott (1889–1942) war Offizier der United States Navy. Er fiel bei der Versenkung des Leichten Kreuzers Atlanta während der Seeschlacht von Guadalcanal. Posthum wurde ihm die Medal of Honor verliehen. Scott war einer von zwei US-amerikanischen Admiralen, die im Zweiten Weltkrieg bei Überwassergefechten fielen.

## Technik

### Rumpf und Antrieb
Der Rumpf der USS Norman Scott war 114,7 m lang und 12,1 m breit. Der Tiefgang betrug 4,2 m, die Verdrängung 2.050 ts (2.080 t). Der Antrieb des Schiffs erfolgte durch zwei Dampfturbinen von General Electric, der Dampf wurde in vier Kesseln von Babcock & Wilcox erzeugt. Die Antriebsleistung betrug 60.000 hp (45 MW), die Höchstgeschwindigkeit lag bei 35 kn (65 km/h).

### Bewaffnung und Elektronik
Hauptbewaffnung der USS Norman Scott  waren bei Indienststellung ihre fünf 5-Zoll/127-mm-Mark-30-Einzeltürme. Dazu kamen diverse Flugabwehrkanonen, die im Laufe des Krieges immer weiter verstärkt wurden.
Die USS Norman Scott war mit Radar ausgerüstet. Am Mast über der Brücke waren ein SG- und ein SC-Radar montiert, mit denen Flugzeuge auf Entfernungen zwischen 15 und 30 Seemeilen und Schiffe in Entfernungen zwischen 10 und 22 Seemeilen geortet werden konnten.

## Geschichte
Die USS Norman Scott wurde am 26. April 1943 bei Bath Iron Works auf Kiel gelegt und lief am 28. August 1943 vom Stapel. Taufpatin war Mrs. Norman Scott. Am 5. November 1943 wurde das Schiff unter dem Kommando von Commander Seymour D. Owens in Dienst gestellt.

### 1944
Am 14. Januar 1944 verließ die Norman Scott Boston und eskortierte Canberra nach Pearl Harbor, wo sie am 1. Februar 1944 einlief. Anschließend nahm der Zerstörer an der Schlacht um die Marshallinseln teil und begleitete die Gambier Bay nach Majuro. Die Norman Scott kehrte nach Pearl Harbor zurück und wurde dort für die Schlacht um die Marianen-Inseln ausgerüstet. Während des Einsatzes schützte sie die schweren Einheiten bei der Beschießung von Küstenstellungen. Während der Schlacht um Saipan am 15. Juni und der Landung auf Tinian setzte der Zerstörer seine Artillerie gegen japanische Stellungen ein. Am 24. Juli wurde das Schlachtschiff Colorado vor Tinian von Küstenbatterien beschossen. Während sie das Feuer der Küstenbatterie von der Colorado auf sich zog, wurde die Norman Scott innerhalb weniger Sekunden sechsmal getroffen. Der Kommandant Cdr. Seymor Owens sowie 22 weitere Besatzungsmitglieder fielen und 57 Mann wurden verwundet. Das Schiff wurde provisorisch auf Saipan repariert. Am 28. Juli nahm der Zerstörer Kurs auf Pearl Harbor und anschließend zur Mare Island Naval Shipyard, wo die Reparaturarbeiten am 21. Oktober abgeschlossen wurden. Die Norman Scott stand im Mittelpunkt des Films This is America-Navy Yard im Oktober 1944, der die Reparaturarbeiten beinhaltete. Am 21. Oktober 1944 verließ sie Mare Island, um sich wieder ihren Schwesterschiffen im Destroyer Squadron (DesRon) 54 anzuschließen.

### 1945
Die Norman Scott führte mit ihrer neuen Besatzung Ausbildung in hawaiianischen Gewässern durch und fuhr anschließend nach Manus. Bis zum 9. Februar eskortierte sie Transporter zu den Philippinen. Sie gehörte anschließend zu den Flugzeugträgereinsatzgruppen der 5. und 3. Flotte, die Luftangriffe während der Schlacht um Iwojima und der Schlacht um Okinawa durchführten. Am 15. Juli begleitete die Norman Scott die Schlachtschiffe Iowa, Missouri und Wisconsin sowie die Zerstörer Remey und McGowan beim Angriff auf den Hafen von Muroran, der ersten Beschießung des japanischen Kernlandes durch Überwassereinheiten.

### Nachkriegszeit
Nach der Besetzung des japanischen Marinestützpunktes Yokosuka kehrte die USS Norman Scott kurz nach Okinawa zurück und nahm dann Kurs auf die Westküste der Vereinigten Staaten. Am 27. Oktober 1945 erreichte sie Tacoma, Washington. In San Francisco wurde sie am 30. April 1946 außer Dienst gestellt und gehörte anschließend zur Reserveflotte in San Diego. 1947 verlegte sie nach Mare Island.

## Verbleib
Die USS Norman Scott wurde am 15. April 1973 aus der Flottenliste gestrichen und am 3. Dezember 1973 zum Abbruch verkauft.

## Auszeichnungen
Die USS Norman Scott wurde mit sieben Battle Stars ausgezeichnet.